# Minilimosina nasuta
Minilimosina nasuta är en tvåvingeart som först beskrevs av Arnold Spuler 1925.  Minilimosina nasuta ingår i släktet Minilimosina och familjen hoppflugor. Inga underarter finns listade i Catalogue of Life.